# Coco Love Alcorn
Coco Love Alcorn est une chanteuse canadienne de jazz et pop. Fille du jazzman John Alcorn, elle sortit son premier album en 1995. Par la suite, elle alla en tournée pour Burton Cummings, Chantal Kreviazuk, Jesse Cook et Ani DiFranco, et chanta quelques fois au festival Lilith Fair.
Elle est également une fréquente vocaliste pour le groupe 54-40, et sa musique apparait souvent dans les séries télévisées Dead Zone et The L Word. Elle chante sa composition COMPASSION à la fin du documentaire Fierce Light.

## Discographie
- Coco Love Alcorn (1995)
- Happy Pockets (1997)
- 7 Coco Songs (2005)
- Sugar (2006)
- Coco Love Solo (2007)
- Joyful (2009)